# Блатна мангуста
Блатна, още водна мангуста (Atilax paludinosus) е вид бозайник от семейство Мангустови (Herpestidae).

## Разпространение и местообитание
Разпространен е в Ангола, Бенин, Ботсвана, Буркина Фасо, Бурунди, Габон, Гамбия, Гана, Гвинея, Гвинея-Бисау, Екваториална Гвинея, Етиопия, Замбия, Зимбабве, Камерун, Кения, Република Конго, Демократична република Конго, Кот д'Ивоар, Лесото, Либерия, Малави, Мозамбик, Намибия, Нигер, Нигерия, Руанда, Свазиленд, Сенегал, Сиера Леоне, Сомалия, Судан, Танзания, Того, Уганда, Централноафриканската република, Чад и Южна Африка.